# Frinnaryd
Frinnaryd is een plaats in de gemeente Aneby in het landschap Småland en de provincie Jönköpings län in Zweden. De plaats heeft 225 inwoners (2005) en een oppervlakte van 51 hectare.